# Memory&Melody
「Memory&Melody」（メモリー アンド メロディー）は、1998年6月17日に発売されたSPLASHのデビューシングル。

## 収録曲
- 両楽曲共に、作詞：山本秀行／作曲・編曲：馬飼野康二

1. Memory&Melody [4:13]
  - NHK教育アニメ『忍たま乱太郎』エンディングテーマ
2. STEP BY STEP [3:37]
  - NHK教育アニメ『忍たま乱太郎』イメージソング
3. Memory&Melody (オリジナル・カラオケ) [4:13]
4. STEP BY STEP (オリジナル・カラオケ) [3:37]

## 収録アルバム
Memory&Melody
- 『忍たま乱太郎 スーパーベストテーマ集』(1999年発売)
- 『忍たま乱太郎 20th アニバーサリーアルバム 忍たまファミリー・ベストセレクション』(2012年発売)